# Salvo Andò
Salvatore (Salvo) Andò (ur. 13 lutego 1945 w Giarre) – włoski polityk, prawnik i nauczyciel akademicki, parlamentarzysta, w latach 1992–1993 minister obrony.

## Życiorys
Absolwent studiów prawniczych z 1968. W latach 1972–1974 pracował jako nauczyciel akademicki na Uniwersytecie Bolońskim, następnie został wykładowcą na Uniwersytecie w Katanii. W 1980 objął stanowisko profesorskie na tej uczelni. Wykładał także m.in. na Uniwersytecie Maltańskim. W 2004 został pierwszym rektorem nowo powołanej uczelni Università Kore di Enna.
Prowadził także działalność polityczną w ramach Włoskiej Partii Socjalistycznej. W latach 1979–1994 sprawował mandat posła do Izby Deputowanych VIII, IX, X i XI kadencji. Od czerwca 1992 do kwietnia 1993 zajmował stanowisko ministra obrony w rządzie Giuliana Amato. W okresie ujawniania afer korupcyjnych w pierwszej połowie lat 90. (tzw. Tangentopoli) został czasowo aresztowany. Jeden z procesów zakończył się wyrokiem uniewinniającym, a drugi proces zakończono umorzeniem postępowania. Po rozwiązaniu PSI działał m.in. w ugrupowaniu Włoscy Demokratyczni Socjaliści, współtworzył koalicję wyborczą Róża w Pięści, później dołączył do Partii Demokratycznej.